# Parlement de la Tchétchénie
Ve législature
Le Parlement de la République tchétchène (en russe : Парламент Чеченской Республики, Parlament Chechenskoy Respubliki ; en tchétchène : Нохчийн Республикан Парламент, Noxҫiyn Respublikan Parlament) est l'organe législatif monocaméral de la Tchétchénie, une des républiques de la fédération de Russie.
Établi comme bicaméral par la Constitution tchétchène de 2003, sa chambre haute est abolie par référendum en décembre 2007.

## Histoire
Après la création de l'URSS en 1917, le Soviet suprême de l'Oblast autonome tchétchène fusionne avec l'Ingouchie, formant le Soviet suprême de la République socialiste soviétique autonome tchétchène-ingouche. Le parlement se réunit deux fois par an pour de courtes sessions.
À l'automne 1995, l'administration tchétchène pro-russe dirigée par Dokou Zavgaïev convoque le corps avec la plupart des députés de l'ancienne législature. En juin 1996, ils organisent des élections à l'Assemblée nationale bicamérale, qui cesse de fonctionner en août 1996, lorsque le contrôle de la République est aux mains des séparatistes et que la majorité des députés élus ont quitté la Tchétchénie.
À l'automne 1999, l'ancien Conseil suprême des Tchétchènes-Ingouches tente de se réunir pour la troisième fois. Les présidents de deux de ses chambres se sont réunis à Moscou avec les députés restants et créé le Conseil d'État tchétchène, dirigé par l'homme d'affaires Malik Saidullayev. Cette initiative n'a cependant pas été soutenue par la direction russe, qui a choisi de recréer l'administration locale. Il est dirigé par l'ancien mufti d'Ichkeria, Akhmad Kadyrov.
À la suite de la Constitution adoptée en 2003, un amendement bicaméral au Parlement est déposé. En décembre 2007, un référendum constitutionnel aboli la chambre haute.